# Jean Vigo
Jean Vigo (París, 26 de abril de 1905 - París, 5 de octubre de 1934) fue un director de cine francés. Se lo conoce sobre todo por dos películas que tuvieron una gran influencia en el desarrollo posterior del cine francés: Cero en conducta (1933) y L'Atalante (1934).

## Biografía
Era hijo del militante anarquista Eugène-Bonaventure de Vigo, conocido con el sobrenombre de Miguel Almereyda (anagrama de "y a la merde"), director del periódico Le Bonnet Rouge. Su padre fue arrestado y encerrado en la prisión de Fresnes, donde, en 1917, fue hallado muerto, estrangulado con los cordones de sus propios zapatos. A causa de la reputación de su padre, Jean debió adoptar un nombre supuesto, Jean Sales. Entre 1918 y 1922, fue alumno en un internado de Millau, experiencia en la que se basó para rodar su película Cero en conducta.
Su primera película, el mediometraje mudo À propos de Nice (1930), es una especie de ensayo fílmico de tono satírico que explora las desigualdades sociales de la Niza de los años 20, lanzando una feroz diatriba contra los veraneantes burgueses. En el filme colaboró con él el director de fotografía ruso Borís Kaufman (hermano del director Dziga Vértov), quien intervendría después en todas las obras de Vigo.
En 1930, Vigo crea en Niza un cine-club llamado "Les Amis du Cinéma", donde programa, entre otras muchas, películas soviéticas. Su siguiente filme, de encargo, fue Taris, roi de l'eau (1931), un documental sobre el campeón de natación Jean Taris, destacable sobre todo por las tomas submarinas. 
Cero en conducta (Zéro de conduite) es una obra mucho más personal. Rodado con bajo presupuesto, es un mediometraje de 45 minutos que narra la insurrección de los estudiantes de un internado contra sus estrictos profesores. Gran parte del argumento de Cero en conducta se basa en los recuerdos de Vigo, que pasó gran parte de su infancia en internados. El filme es un canto al anarquismo infantil, y tuvo una gran influencia sobre la ópera prima de Truffaut, Los cuatrocientos golpes, una de las películas clave de la nouvelle vague. Considerada antipatriótica, la película estuvo prohibida en Francia hasta 1945.
Al año siguiente, en colaboración con Borís Kaufman, produjo su obra maestra, L'Atalante (1934). En la película se cuenta la historia de amor entre un joven marinero sin objetivos y su joven esposa. La acción transcurre en un pequeño carguero, donde la pareja recién casada se ve obligada a convivir con un viejo piloto, interpretado por Michel Simon. 
Jean Vigo falleció en París de tuberculosis, y fue enterrado en el cementerio de Bagneux, en la capital francesa.
Jean-Luc Godard le dedicó su película Les Carabiniers.

## Premio Jean Vigo
En 1951, fue creado en su honor en Francia el Premio Jean Vigo, que ha distinguido frecuentemente a jóvenes realizadores. Desde 2007, el Festival Punto de Vista de Pamplona (que toma su nombre del "punto de vista documentado" que defendía Jean Vigo) entrega un Premio Jean Vigo al mejor director de los que compiten en su sección oficial.

## Filmografía
- 1930 - À propos de Nice
- 1931 - Taris, roi de l'eau
- 1933 - Cero en conducta (Zéro de conduite)
- 1934 - L'Atalante